# Marcin Bułka
Marcin Bułka (* 4. Oktober 1999 in Płock) ist ein polnischer Fußballtorwart, der seit Juli 2025 beim Neom SC unter Vertrag steht.

## Karriere

### Verein
Bułka begann seine Karriere in seiner Heimat Polen. Er spielte in den Jugend-Auswahlen von Stegny Wyszogród, MDK Król Maciuś Club Płock und FCB Escola Varsovia, letzterer Verein ist eine Akademie des FC Barcelona in Polen. Im März 2016 absolvierte Bułka als Spieler von FCB Escola Varsovia ein Probetraining beim FC Barcelona, bevor er im darauffolgenden Monat ein weiteres beim englischen Klub FC Chelsea absolvierte. Im Sommer 2016 wechselte Bułka zu Chelsea. Im September 2016 unterzeichnete er seinen ersten Profivertrag und gab sein Debüt für die U18-Auswahl des Verein. In der Saison 2018/19 saß er dreimal auf der Ersatzbank bei Spielen der ersten Mannschaft.
Zur Saison 2019/20 unterzeichnete Bułka nach Ablauf seines Vertrags bei Chelsea einen Zweijahresvertrag bei Paris Saint-Germain. Am 30. August 2019 gab Bułka sein Debüt für Paris Saint-Germain unter dem damaligen PSG-Trainer Thomas Tuchel und blieb beim 2:0-Sieg gegen den FC Metz ohne Gegentor.
Ende September 2020 verlängerte Bułka seinen Vertrag bei Paris Saint-Germain bis zum 30. Juni 2025 und wechselte bis zum Ende der Saison 2020/21 auf Leihbasis zum spanischen Zweitligisten FC Cartagena. Dort absolvierte er bis Ende Januar 2021 jedoch lediglich 3 Ligaspiele. Daher wurde die Leihe beendet und Bułka bis zum Saisonende an den französischen Zweitligisten LB Châteauroux weiterverliehen. Dort kam er 9-mal zum Einsatz und stieg mit dem Verein in die National 1 ab.
Zur Saisonvorbereitung kehrte Bułka zu PSG zurück, jedoch wechselte er kurz vor dem Beginn der Ligue-1-Saison 2021/22 für ein Jahr auf Leihbasis inklusive Kaufoption zum Ligakonkurrenten OGC Nizza. Am Ende der Saison zog Nizza die Kaufoption.
Im Sommer 2025 wechselte er nach Saudi-Arabien zum Neom SC und unterschrieb dort einen Vertrag bis 2029.

### Nationalmannschaft
Er spielte für verschiedene Jugendauswahlen Polens (U18, U19, U20 und U21). Am 4. September 2023 wurde er als Ersatz für den verletzten Kamil Grabara erstmals in die A-Nationalmannschaft für die Qualifikationsspiele zur UEFA Euro 2024 gegen die Färöer und Albanien am 7. bzw. 10. September 2023 berufen. Sein Debüt gab Bułka im selben Jahr am 21. November in einem Freundschaftsspiel gegen Lettland.

## Erfolge und Auszeichnungen
Paris Saint-Germain
- Französischer Meister: 2020
- Französischer Pokalsieger: 2020
- Französischer Ligapokalsieger: 2020

Individuelle Auszeichnungen
- Spieler des Monats der Ligue 1: September 2023